# De traditionele partijen van Uruguay

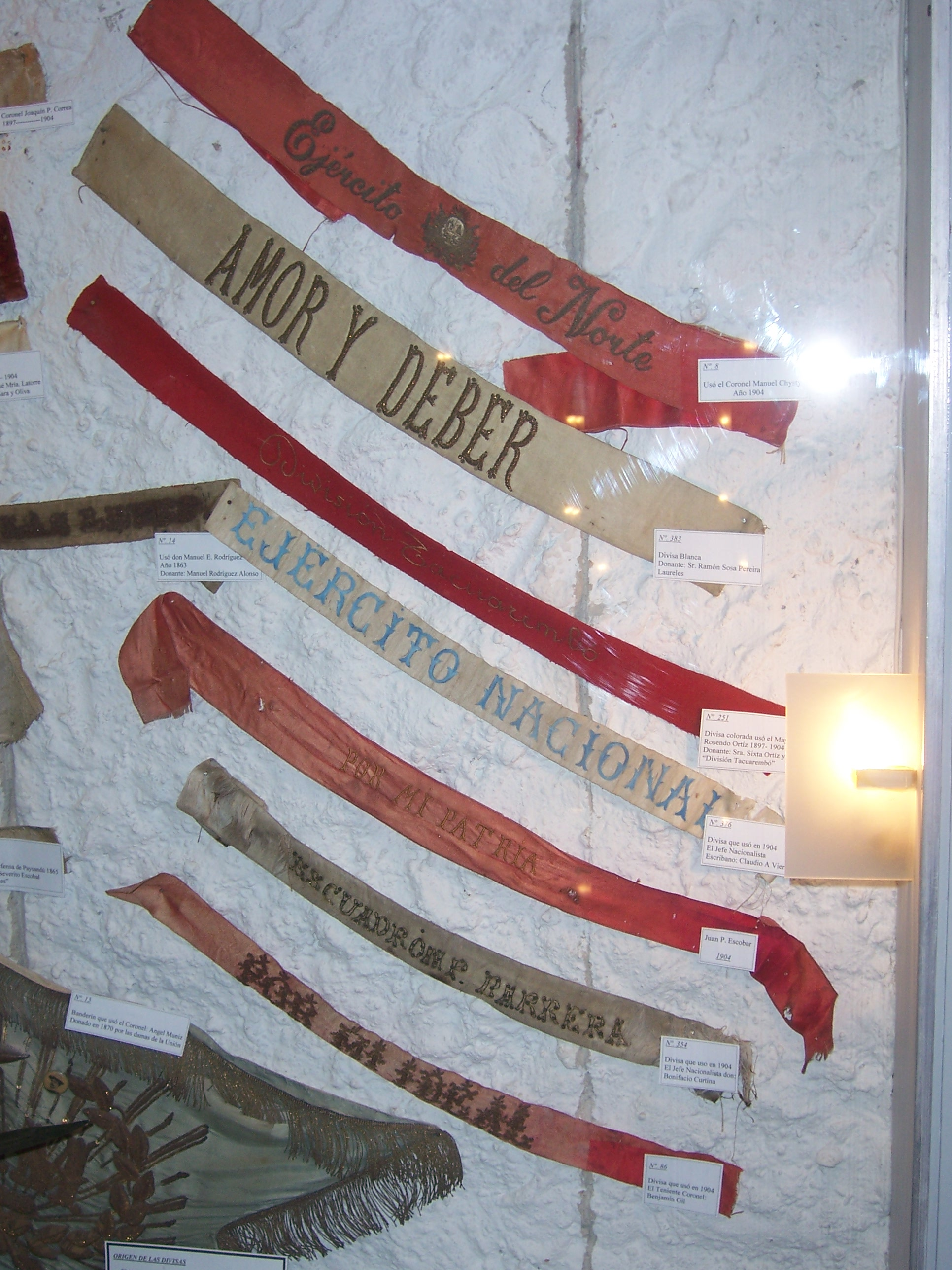
Herkenningstekens gebruikt in de strijd tussen de Coloradopartij (rood) en de Nationale Partij (wit)

In het politieke landschap van Uruguay zijn er twee traditionele partijen die vlak na de Onafhankelijkheid (1825) zijn ontstaan: de Rode Partij (Spaans: Partido Colorado) en de Nationale Partij (Spaans: Partido Nacional), die aanvankelijk ook wel de Witte Partij (Partido Blanco) werd genoemd. De kleuren verwijzen naar de herkenningstekens die de aanhangers droegen in hun strijd om de macht.
Totdat in 1971 het Breed Front (Frente Amplio) werd opgericht, maakten deze twee partijen de dienst uit in de Uruguyaanse politiek.
Na de beëindiging van de militaire dictatuur (1973 – 1985) groeiden de traditionele partijen naar elkaar toe. Gedurende het tweede presidentschap van Julio María Sanguinetti van de Rode Partij (1995 – 2000) was er praktisch sprake van een coalitie van de beide partijen. 
Op dit moment is de samenwerking minder hecht. De Nationale Partij heeft zich weten te profileren als grootste oppositiepartij in het parlement tegenover het Breed Front, en lijkt daarbij in staat ook de traditionele aanhang van de Rode Partij aan te spreken.